# Klas Östergren
Klas Östergren (ur. 20 lutego 1955 w Sztokholmie) – szwedzki pisarz, scenarzysta i tłumacz. W latach 2014–2018 członek Akademii Szwedzkiej.

## Życiorys
27 lutego 2014 roku został wybrany przez Akademię Szwedzką na jej nowego członka. Uroczysta inauguracja odbyła się 20 grudnia 2014 roku. Klas Östergren zajmuje krzesło nr 11, zastępując na tym miejscu Ulfa Lindego. 6 kwietnia 2018 roku ogłosił rezygnację z brania udziału w pracach i spotkaniach Akademii.

## Twórczość literacka
Pierwszą powieść Attila opublikował w 1975 roku, pięć lat później ukazała się powieść Gentlemen (wydanie polskie, Gentlemani 2010). Nominowany do nagrody Guldbagge Szwedzkiego Instytut Filmowego w 1999 roku za adaptację filmową  Veranda för en tenor własnej powieści Med stövlarna på och andra berättelser, w 2005 oku otrzymał główną nagrodę szwedzkiej instytucji literackiej Samfundet De Nio. Jest cenionym szwedzkim tłumaczem, w 2008 roku ukazało się w jego przekładzie dwutomowe wydanie dzieł Henryka Ibsena. Powieść Gentlemen, opublikowana w Szwecji w 1980 roku, zebrała doskonałe recenzje.
- Attila (1975)
- Ismael (1977)
- Fantomerna (1978)
- Gentlemen (1980) (wydanie polskie, Gentlemani, 2010)
- Giganternas brunn (1981)
- Slangbella (1983)
- Fattiga riddare och stora svenskar (1983)
- Plåster (1986)
- Hoppets triumf (1987)
- Ankare (1988)
- Handelsmän och partisaner (1991)
- Under i september (1994)
- Med stövlarna på och andra berättelser (1997)
- Tre porträtt (2002)
- Gangsters (2005) (wydanie polskie, Gangsterzy, 2011)
- Orkanpartyt (2007)
- Den sista cigaretten (2009) (wydanie polskie, Ostatni papieros, 2012)